# Imprese ferroviarie italiane
In Italia le imprese ferroviarie che operano sulla rete ferroviaria nazionale devono essere in possesso di licenza rilasciata dal Ministero delle Infrastrutture e dei Trasporti.
Fino al 2008 ad RFI era demandato anche il compito di rilasciare il certificato di sicurezza, ruolo in seguito affidato all'Agenzia Nazionale per la Sicurezza delle Ferrovie (ANSF).

## Prospetto riassuntivo
In accordo con il recepimento delle direttive comunitarie in Italia sono in vigore due distinti tipi di licenza ferroviaria:
1. Trasporto merci e trasporto passeggeri internazionale, rilasciata ai sensi di quanto recepito dal decreto legislativo 188/2003
2. Trasporto passeggeri nazionale, ai sensi del decreto ministeriale 36/2011

I dati sono aggiornati a settembre 2022.
| Lic.1 | Lic.2 | Impresa                                 | Data rilascio                 | Tipo               | Stato licenza                                               | Sede                 | Note |
| ----- | ----- | --------------------------------------- | ----------------------------- | ------------------ | ----------------------------------------------------------- | -------------------- | --- |
| 1     | 14/N  | Trenitalia SpA                          | 23-05-2000 (1) 24-10-2012 (2) | passeggeri         | operativa (1) unificata ex art. 20, c. 3, D.lgs. 139/18 (2) | Roma                 | Gruppo Ferrovie dello Stato Italiane                                                                    |
|       | 1/N   | Trentino Trasporti Esercizio Srl        | 13-05-2011                    | passeggeri         | operativa                                                   | Trento               | |
| 2     | 2/N   | Trenord Srl                             | 23-06-2000 (1) 18-10-2011 (2) | merci e passeggeri | operativa (1) unificata ex art. 20, c. 3, D.lgs. 139/18 (2) | Milano               | ex FNME, poi FNMT, poi TLN                                                                              |
| 3     |       | Impresa Ferroviaria Italiana            | 23-06-2000                    | merci              | revocata                                                    | Livorno              | ex Del Fungo Giera Servizi Ferroviari, revocata nel 2008                                                |
| 4     |       | Rail Traction Company SpA               | 23-06-2000                    | merci              | operativa                                                   | Verona               | |
| 5     |       | Rail Italy Srl                          | 03-07-2000                    | merci e passeggeri | revocata                                                    | Gallarate            | conferita nel 2004 in SBB CI                                                                            |
| 6     |       | ATAC SpA                                | 20-12-2000                    | passeggeri         | revocata                                                    | Roma                 | ex Metroferro, poi Met.Ro                                                                               |
| 7     |       | Metronapoli SpA                         | 21-12-2000                    | passeggeri         | revocata                                                    | Napoli               | |
| 8     | 10/N  | Trasporto Ferroviario Toscano SpA       | 13-03-2001 (1) 23-05-2012 (2) | merci e passeggeri | operativa (1) unificata ex art. 20, c. 3, D.lgs. 139/18 (2) | Arezzo               | ex La Ferroviaria Italiana                                                                              |
| 9     |       | Interjet Srl                            | 06-04-2001                    | merci e passeggeri | revocata                                                    | Bologna              | richiesta sospesa                                                                                       |
| 10    | 16/N  | Trasporto Unico Abruzzese Spa           | 08-05-2001 (1) 08-11-2012 (2) | merci e passeggeri | operativa                                                   | Pescara              | Ex Ferrovia Adriatico Sangritana                                                                        |
| 11    |       | Hupac SpA                               | 14-05-2001                    | merci              | operativa                                                   | Milano               | Gruppo SBB                                                                                              |
| 12    |       | Azienda Consorziale Trasporti           | 18-05-2001                    | merci e passeggeri | revocata                                                    | Reggio Emilia        | conferita nel 2009 in FER                                                                               |
| 13    |       | Getras Srl                              | 17-07-2001                    | merci e passeggeri | revocata                                                    | Perugia              | |
| 14    | 17/N  | Busitalia - SITA Nord                   | 23-07-2001 (1) 28-01-2013 (2) | merci e passeggeri | operativa (1) unificata ex art. 20, c. 3, D.lgs. 139/18 (2) | Perugia              | ex Ferrovia Centrale Umbra, poi Umbria TPL e Mobilità, attualmente Gruppo Ferrovie dello Stato Italiane |
| 15    |       | Cemat SpA                               | 24-07-2001                    | merci              | revocata                                                    | Milano               | |
| 16    | 8/N   | Gruppo Torinese Trasporti               | 27-07-2001 (1) 23-05-2012 (2) | passeggeri         | operativa (1) unificata ex art. 20, c. 3, D.lgs. 139/18 (2) | Torino               | ex SATTI                                                                                                |
| 17    | 5/N   | Trasporto Passeggeri Emilia-Romagna SpA | 03-08-2001 (1) 02-04-2012 (2) | merci e passeggeri | operativa                                                   | Bologna              | ex FER                                                                                                  |
| 18    | 12/N  | Ferrovie del Gargano Srl                | 28-11-2001 (1) 04-09-2012 (2) | merci e passeggeri | operativa                                                   | Foggia               | |
| 19    | 13/N  | Sistemi Territoriali SpA                | 04-12-2001 (1) 03-10-2012 (2) | merci e passeggeri | operativa (1) unificata ex art. 20, c. 3, D.lgs. 139/18 (2) | Padova               | ex Ferrovie Venete                                                                                      |
| 20    |       | DB Schenker Rail Italia                 | 20-12-2001                    | merci              | revocata                                                    | Alessandria          | ex SFM, poi Railion, confluita in NordCargo                                                             |
| 21    |       | Captrain Italia Srl                     | 20-12-2001                    | merci              | operativa                                                   | Milano               | ex Monferail Srl., poi SNCF Fret Italia                                                                 |
| 22    | 4/N   | SAD - Trasporto Locale SpA              | 28-12-2001 (1) 02-04-2012 (2) | passeggeri         | operativa (1) unificata ex art. 20, c. 3, D.lgs. 139/18 (2) | Bolzano              | |
| 23    |       | Decotrain SpA                           | 23-01-2002                    | merci e passeggeri | revocata                                                    | Ferrara              | |
| 24    |       | ATCM SpA                                | 28-05-2002                    | merci e passeggeri | revocata                                                    | Modena               | conferita nel 2008 in FER                                                                               |
| 25    | 7/N   | Mercitalia Shunting & Terminal Srl      | 28-05-2002 (1) 07-05-2012 (2) | merci e passeggeri | operativa (1) unificata ex art. 20, c. 3, D.lgs. 139/18 (2) | Genova               | Gruppo Ferrovie dello Stato Italiane                                                                    |
| 26    |       | Azienda Trasporti Milanesi SpA          | 13-05-2002                    | merci e passeggeri | revocata                                                    | Milano               | |
| 27    |       | CAT SpA                                 | 28-05-2002                    | merci e passeggeri | revocata                                                    | Carrara              | |
| 28    |       | Metrocampania Nordest Srl               | 20-02-2003                    | merci e passeggeri | revocata                                                    | Napoli               | ex FABN S.r.l. (2005)                                                                                   |
|       | 18/N  | Ente Autonomo Volturno Srl              | 15-07-2013                    | passeggeri         | operativa                                                   | Napoli               | ex MetroCampania NordEst, ex Circumvesuviana s.r.l, ex SEPSA                                            |
| 29    |       | Italiana Coke SpA                       | 20-02-2003                    | merci              | revocata                                                    | Savona               | |
| 30    |       | Ventarail Srl                           | 20-02-2003                    | passeggeri         | revocata                                                    | Milano               | |
| 31    | 22/N  | Ferrovie del Sud Est Srl                | 26-03-2003 (1) 29-01-2015 (2) | passeggeri         | operativa                                                   | Bari                 | Gruppo Ferrovie dello Stato Italiane (dal 2016)                                                         |
| 32    |       | SBB Cargo Itaia Srl                     | 26-03-2003                    | merci              | operativa                                                   | Gallarate            | ex Swiss Rail Cargo Italy                                                                               |
| 33    |       | DB Cargo Italia                         | 23-05-2003                    | merci              | operativa                                                   | Milano               | ex NordCargo, poi DB Schenker Rail Italia                                                               |
| 34    | 3/N   | Ferrotramviaria SpA                     | 08-03-2004 (1) 23-03-2012     | merci e passeggeri | operativa (1) unificata ex art. 20, c. 3, D.lgs. 139/18 (2) | Bari                 | |
| 35    |       | GNER Italia Srl                         | 08-03-2004                    | passeggeri         | revocata                                                    | Genova               | |
| 36    |       | Ignazio Messina & C. SpA                | 22-12-2004                    | merci              | revocata                                                    | Genova               | |
| 37    | 6/N   | Ferrovia Udine Cividale Srl             | 20-02-2005 (1) 16-04-2012 (2) | merci e passeggeri | operativa (1) unificata ex art. 20, c. 3, D.lgs. 139/18 (2) | Udine                | |
| 38    |       | Azienda Trasporti Consortile            | 27-06-2005                    | merci e passeggeri | revocata                                                    | Bologna              | conferita nel 2010 in FER                                                                               |
| 39    |       | Compagnia Ferroviaria Italiana Srl      | 08-07-2005                    | merci e passeggeri | operativa                                                   | Chieti               | ex Rail One SpA, ex TrainOne                                                                            |
| 40    |       | Veolia Italia Cargo Srl                 | 12-10-2005                    | merci e passeggeri | revocata                                                    | Genova               | ex C-Rail, conferita in Captrain                                                                        |
| 41    |       | Rail Cargo Carrier Italy Srl            | 11-08-2006                    | merci              | operativa                                                   | Alessandria          | ex Tiberco, poi Linea S.p.A., poi Rail Cargo italia, Gruppo ÖeBB                                        |
| 42    |       | InRail S.p.A.                           | 09-10-2006                    | merci e passeggeri | operativa                                                   | Genova               | |
| 43    |       | SEPSA S.p.A.                            | 04-12-2006                    | merci e passeggeri | revocata                                                    | Napoli               | |
| 44    | 11/N  | Nuovo Trasporto Viaggiatori S.p.A.      | 06-02-2007 (1) 31-07-2012 (2) | passeggeri         | operativa (1) unificata ex art. 20, c. 3, D.lgs. 139/18 (2) | Roma                 | Partecipata SNCF fino al 2015                                                                           |
| 45    |       | Crossrail Italia S.r.l.                 | 22-03-2007                    | merci              | operativa                                                   | Scalo Domo 2         | Partecipata GTS                                                                                         |
| 46    |       | Mediterranean Railways                  | 31-05-2007                    | merci              | revocata                                                    | Napoli               | |
| 47    | 9/N   | Go Concept S.r.l.                       | 31-05-2007 (1)                | passeggeri         | revocata                                                    | Torino               | ex ArenaWays                                                                                            |
| 48    |       | GMC International Trade SpA             | 12-09-2007                    | merci              | inattiva                                                    | Catania              | Gruppo GMC                                                                                              |
| 49    |       | Ferrovie della Calabria Srl             | 21-09-2007                    | merci e passeggeri | inattiva                                                    | Catanzaro            | |
| 50    | 20/N  | GTS Rail Srl                            | 21-03-2008 (1) 02-04-2014(2)  | merci              | operativa                                                   | Bari                 | |
| 51    | 19/N  | Compagnia Ferroviaria Italiana Srl      | 21-03-2008 (1) 31-07-2013 (2) | merci e passeggeri | operativa                                                   | Roma                 | |
| 52    |       | Orione                                  | 19-05-2008                    | merci              | revocata                                                    | Tito Scalo           | |
| 53    |       | Oceanogate Italia S.r.l.                | 01-06-2008                    | merci              | operativa                                                   | La Spezia            | Gruppo Contship                                                                                         |
| 54    |       | Consorzio Speed Rail Ways               | 01-08-2008                    | merci              | revocata                                                    | Napoli               | |
| 55    |       | ISE Servizi                             | 01-09-2008                    | merci              | operativa                                                   | Maddaloni            | Ex Rail Italia Srl                                                                                      |
| 56    |       | BLS Cargo Italia Srl                    | 29-09-2008                    | merci              | revocata                                                    | Scalo Domo 2         | Gruppo DB Shenker fino al 2015                                                                          |
| 57    |       | Interporto Servizi Cargo Srl            | 11-05-2009                    | merci              | operativa                                                   | Napoli               | |
| 58    |       | Grandi Treni Espressi                   | 22-06-2009                    | passeggeri         | revocata                                                    | Torino               | |
| 59    |       | Trenord spa                             | 21-10-2009                    | passeggeri         | revocata                                                    | Milano               | |
| 59    |       | Cargo Rail italy                        | 25-01-2013                    | merci              | inattiva                                                    | Milano               | |
| 60    |       | SNCF Voyages Italia S.r.l.              | 21-12-2009                    | passeggeri         | operativa                                                   | Milano               | Ex Società Viaggiatori italia, Gruppo SNCF                                                              |
| 61    |       | Sicilian Railway Company Spa            | 09-02-2010                    | passeggeri         | inattiva                                                    | Catania              | Gruppo GMC                                                                                              |
| 62    |       | Società Ferroviaria Apuo Veneta Srl     | 20-04-2010                    | merci              | inattiva                                                    | Carrara              | Svolge servizi di manovra                                                                               |
| 63    |       | Fuori Muro Srl                          | 13-01-2011                    | merci              | operativa                                                   | Genova               | Gruppo InRail                                                                                           |
| 64    |       | Dinazzano Po                            | 15-10-2012                    | merci              | operativa                                                   | Reggio Emilia        | Gruppo TPER                                                                                             |
| 65    |       | Adriafer                                | 03-02-2014                    | merci              | operativa                                                   | Trieste              | Porto di Trieste                                                                                        |
|       | 23/N  | AW Rail                                 | 30-04-2015                    | passeggeri         | inattiva                                                    | Torino               | |
| 71    | 15/N  | Arriva Italia Rail                      | 29-11-2017 (1) 21-12-2012 (2) | passeggeri         | operativa (1) unificata ex art. 20, c. 3, D.lgs. 139/18 (2) | Milano               | Gruppo Arriva - DB                                                                                      |
|       | 25/N  | Trenitalia Tper                         | 31-01-2018                    | passeggeri         | operativa                                                   | Bologna              | Gruppo Ferrovie dello Stato Italiane                                                                    |
| 69    |       | BLS Cargo Italia                        | 06-03-2017                    | merci              | operativa                                                   | Beura-Cardezzaa (VB) | |
| 73    |       | Medway Italia                           | 19-05-2019                    | merci              | operativa                                                   | Genova               | |
| 74    |       | La Spezia Shunting Railways             | 11-07-2019                    | merci              | inattiva                                                    | La Spezia            | |
| 67    |       | Mercitalia Rail                         | 11-07-2016                    | merci              | operativa                                                   | Roma                 | Gruppo Ferrovie dello Stato Italiane                                                                    |
| 72    |       | SANGRITANA SpA                          | 19-12-2018                    | merci              | operativa                                                   | Lanciano             | |
| 70    |       | SO.G.RA.F.                              | 23-11-2017                    | merci              | operativa                                                   | Cremona              | |
| 66    |       | Grandi Treni Espressi                   | 07-04-2016                    | merci e passeggeri | operativa                                                   | Assago               | |

In Italia circolano inoltre regolarmente rotabili di imprese ferroviarie estere non in possesso di licenza in Italia, che operano dunque sotto licenza di imprese italiane. È il caso delle locomotive BLS Cargo (licenze Serfer e DB Cargo Italia), TX Logistik (licenze Serfer e Trenitalia) o degli elettrotreni TiLo (licenza Trenord).

## Riconoscibilità
Sui veicoli ferroviari italiani l'individuazione dell'impresa ferroviaria utilizzatrice non è sempre agevole: sovente i 
rotabili sono utilizzati in regime noleggio da altre imprese ferroviarie o detentori, questi ultimi evidenziati attraverso l'identificativo “Vehicle Keeper Markings”.